# Obilićev venac
Obilićev venac (srbsky Обилићев венац) je ulice v samém historickém středu srbské metropole Bělehradu. Dnes pěší zóna o celkové délce cca 370 metrů spojuje hlavní bělehradskou ulici Knez Mihailova a Náměstí republiky s ulicí Cara Lazara na sávském svahu města. Pojmenována je po Miloši Obilićovi a tento název se historicky neměnil.

## Historie
Ulice vznikla v prostoru bývalého městského opevnění. Během období turecké nadvlády se zde nacházela Ibrahim-begova mešita (později přestavěná na kostel a nakonec roku 1867 zcela zbořena). Během rakouské okpuace Srbska v první polovině 18. století zde podle západního projektu vznikla kasárna. 
Současnou podobu získala ulice v roce 1872 po přestavbě města podle projektu Emilijana Josimoviće. Tehdy také obdržela svůj dnešní název. Většina místních budov byla postavena do druhé světové války.

## Doprava
- Z ulice je zcela vyloučena automobilová doprava. Povrch je vydlážděn a doplněn stromy.

## Významné objekty
- Budova agentury Tanjug
- Secesní palác Kafana Ruski car
- Hotel Mažestik v moderním stylu.
- Knihovna Đorđe Jovanoviće
- Kryté garáže Obilićev venac